# Chiesa di San Rocco (Massa)
La chiesa di San Rocco è un edificio di culto cattolico situato in via dei Gonzaga a Massa in Toscana. La chiesa è sede dell'omonima parrocchia del vicariato di Massa della diocesi di Massa Carrara-Pontremoli.

## Storia e descrizione

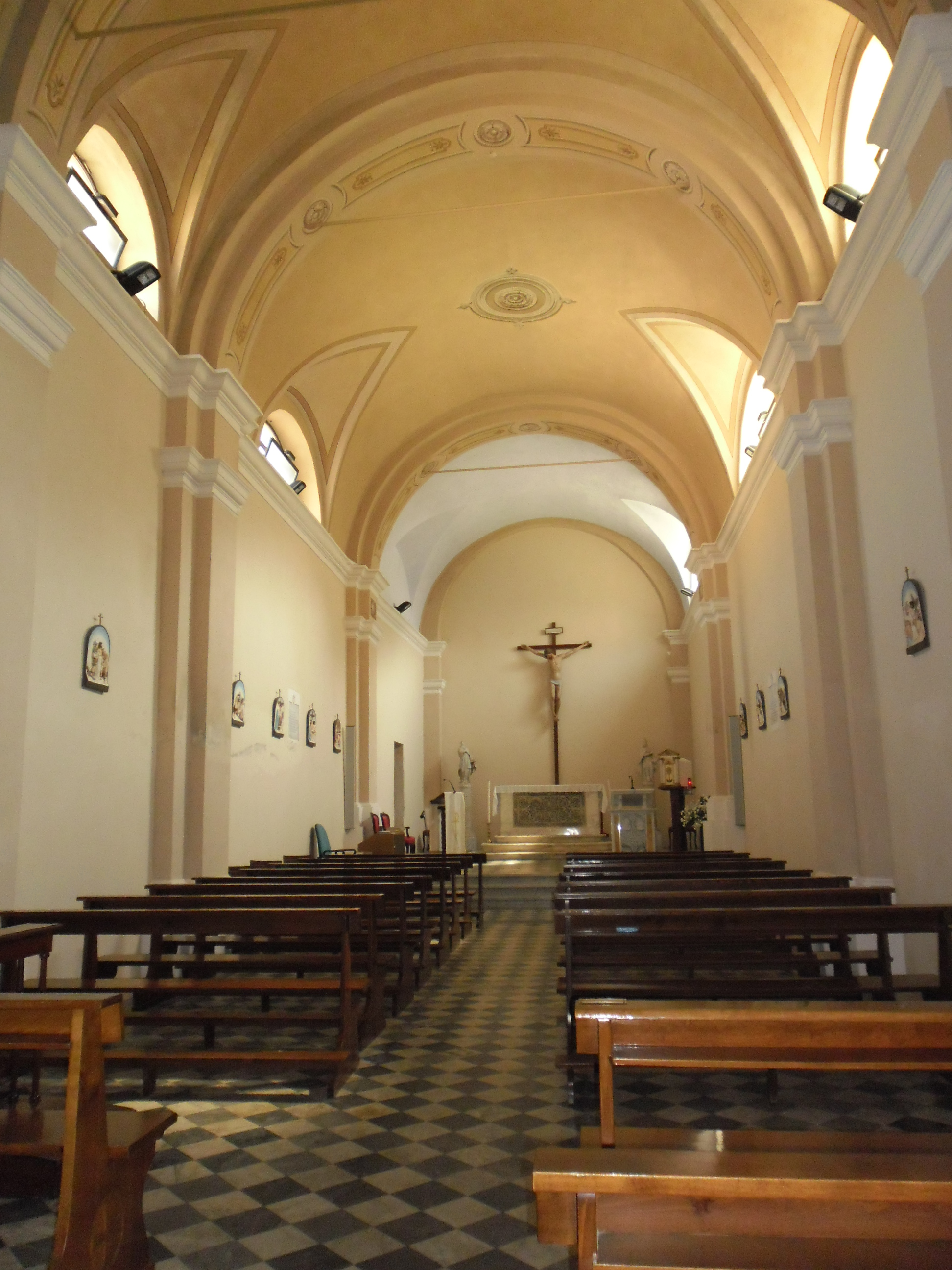
L'interno

Costruito probabilmente nel XV, durante l'edificazione delle prime Mura di Massa, al suo interno vi sono conservate una piccola statua in marmo del 1488, collocata in facciata, e all'altare un Crocifisso ligneo autorevolmente attribuito a Michelangelo, probabilmente arrivato a Massa con l'eredità di Felice Palma.